# Wicklow (hrabstwo)
Wicklow (irl. Contae Chill Mhantáin, ang. County Wicklow) – hrabstwo na wschodnim wybrzeżu Irlandii, położonym bezpośrednio nad Morzem Irlandzkim. Hrabstwo Wicklow graniczy od północy z Hrabstwem Dún Laoghaire-Rathdown, od południa z Hrabstwem Wexford, a od zachodu z hrabstwami Carlow i Kildare. Centrum administracyjne hrabstwa znajduje się w mieście Wicklow.

## Historia
Hrabstwo Wicklow jest popularnie nazywane ostatnim hrabstwem, ponieważ jest najpóźniej powstałym z tradycyjnych hrabstw – w roku 1605 zostało wydzielone z południowej części ówczesnego hrabstwa Dublin (jednakże w roku 1993 wydzielono kolejne administracyjne hrabstwa: hrabstwo Fingal, hrabstwo Dublin Południowy oraz hrabstwo Dún Laoghaire-Rathdown)
Military Road (droga wojskowa) została wybudowana wzdłuż hrabstwa, aby zapewnić wojskom brytyjskim łatwy i szybki dostęp do ogniska irlandzkich rebelii, które istaniło w górach Wicklow do XIX wieku.
Elektrownia wodna w Turlough Hill była znaczącym projektem wprowadzonym w górach w latach 60. i 70. XX wieku

## Geografia
Wicklow jest również znane jako Ogród Irlandii. Jednymi z głównych atrakcji są: zespół klasztorny i opuszczona kopalnia ołowiu w Glendalough, najwyższy irlandzki wodospad – Powerscourt (irl. Eas Chúirt an Phaoraigh) w pobliżu Enniskerry. W Górach Wicklow wytyczono również kilka pieszych szlaków turystycznych.